# Strada provinciale 43 Badi-Rio Confini
La strada provinciale 43 Badi-Rio Confini è una strada provinciale italiana della città metropolitana di Bologna.

## Percorso
A Badi (comune di Castel di Casio) la SP 43 parte dall'incrocio con la SP 40. Nel primo tratto sovrasta la parte meridionale del lago di Suviana ed entra nel territorio di Camugnano. Termina sul rio Confini, che segna il confine con la provincia di Pistoia, oltre il quale viene continuata dalla SP 24 "Pistoia-Riola".